# Thorgan Hazard
Thorgan Ganael Francis Hazard (* 29. března 1993 La Louvière) je belgický profesionální fotbalista, který hraje na pozici křídelníka za belgický klub RSC Anderlecht a za belgický národní tým.
Oba jeho bratři Eden a Kylian jsou profesionální fotbalisté.

## Klubová kariéra

### Mládežnické kluby
Thorgan začal hrát fotbal v 5 letech v klubu Royal Stade Brainois. Po pěti letech následoval svého bratra Edena do AFC Tubize. Ve 14 letech ho objevil francouzský prvoligový klub RC Lens a stejně jako jeho bratr se i Thorgan stěhoval do Francie (Eden Hazard se upsal Lille OSC). V akademii Lens do 16 let si zahrál například s Raphaëlem Varanem.

### RC Lens
7. dubna 2010 podepsal Thorgan svůj první profesionální kontrakt. Smlouvu podepsal do roku 2013. Během sezóny 2010/11 trénoval pravidelně s A-týmem. Debutoval v přípravném zápase proti KSV Roeselare. Svým gólem zajistil remízu 1:1. Během sezóny 2011/12 pravidelně nastupoval za A tým. Profesionální debut v lize si připsal proti Reims, když v 64. minutě vystřídal Serge Auriera (prohra 2:0).

### Chelsea FC
24. července 2012 přestoupil spolu se svým bratrem Edenem do anglického prvoligového klubu Chelsea FC.
V soutěžním zápase A–týmu nenastoupil.

#### Zulte Waregem (hostování)
V srpnu 2012 odešel na hostování do belgického klubu SV Zulte-Waregem.
Debutoval 15. září 2012 proti OH Leuven (výhra 1:0). První gól vstřelil 31. října proti R. Charleroi SC (výhra 4:1).
15. června prodloužil své hostování i na sezónu 2013/14. Na konci sezóny byl zvolen hráčem sezóny pro klub Zulte-Waregem. Poté se vrátil do Chelsea.

### Borussia Mönchengladbach
5. července 2014 odešel na hostování do německého bundesligového týmu Borussia Mönchengladbach. Debutoval 16. srpna v zápase DFB-Pokalu proti čtvrtoligovému týmu FC 08 Homburg. Na hřiště přišel v 78. minutě (střídal Branimira Hrgotu, výhra 3:1). V Bundeslize debutoval 24. srpna proti VfB Stuttgart (střídal v 67. minutě, remíza 1:1.)
V základní sestavě Bundesligy se poprvé objevil 24. září proti Hamburger SV (výhra 1:0).

23. února 2015 trvale přestoupil do Borussie Mönchengladbach. Smlouvu, která zahrnuje i opci pro případný návrat do Chelsea podepsal do června 2020. Cena přestupu se pohybovala kolem 6 milionů liber.

### Borussia Dortmund
22. května 2019 podepsal smlouvu na 5 let u konkurenční Borussie Dortmund. Vestfálský klub za něj zaplatil 25 milionů Eur.

## Reprezentační kariéra
Thorgan reprezentoval Belgii v mládežnických týmech U15, U16, U17, U18, U19 a U21.
V belgické seniorské reprezentaci debutoval 29. května 2013 v přátelském utkání v Clevelandu proti domácímu týmu USA. V poločase střídal Romela Lukaka (výhra 4:2).